# 晶洞

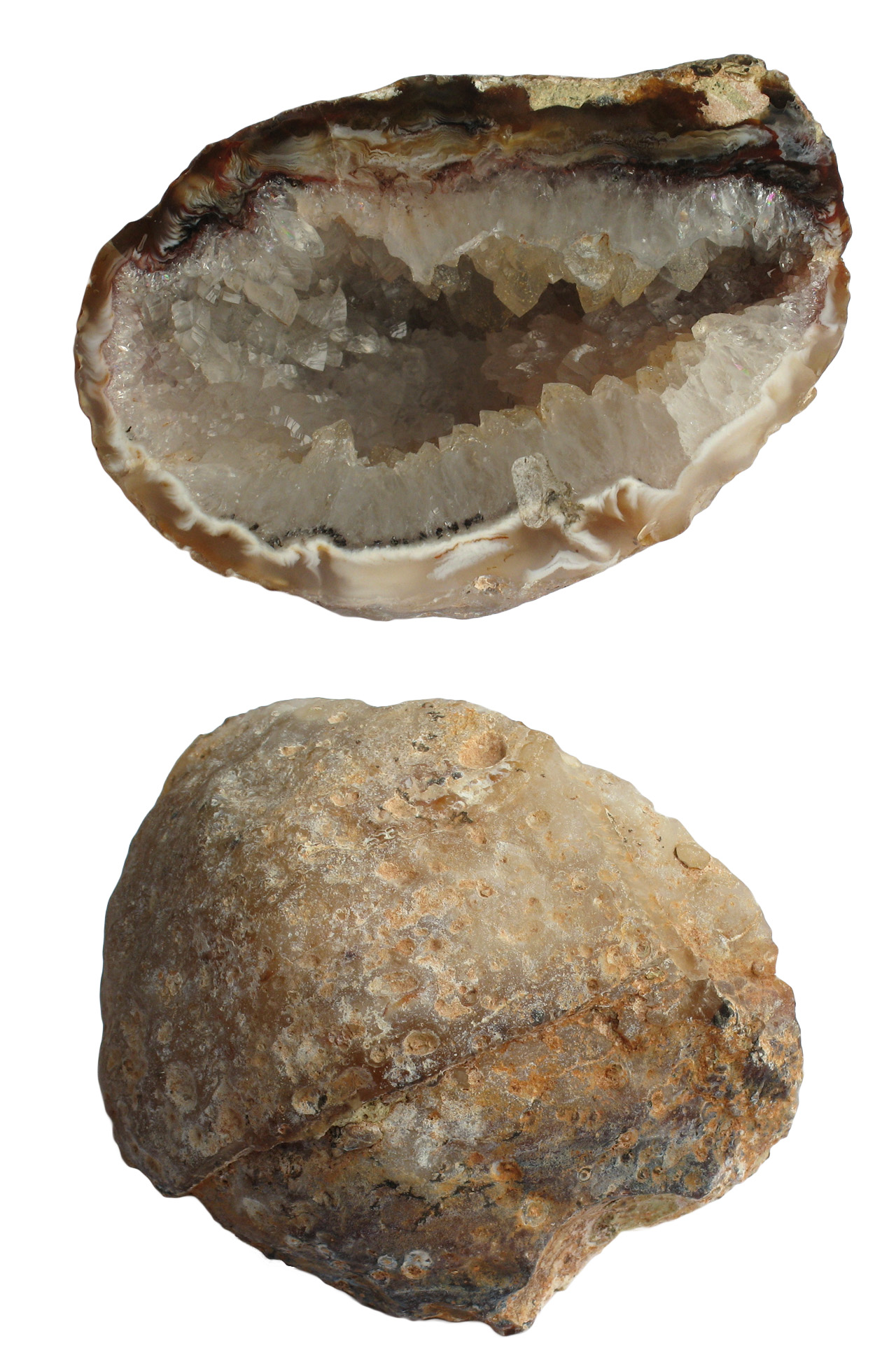
切断された晶洞と、その内部

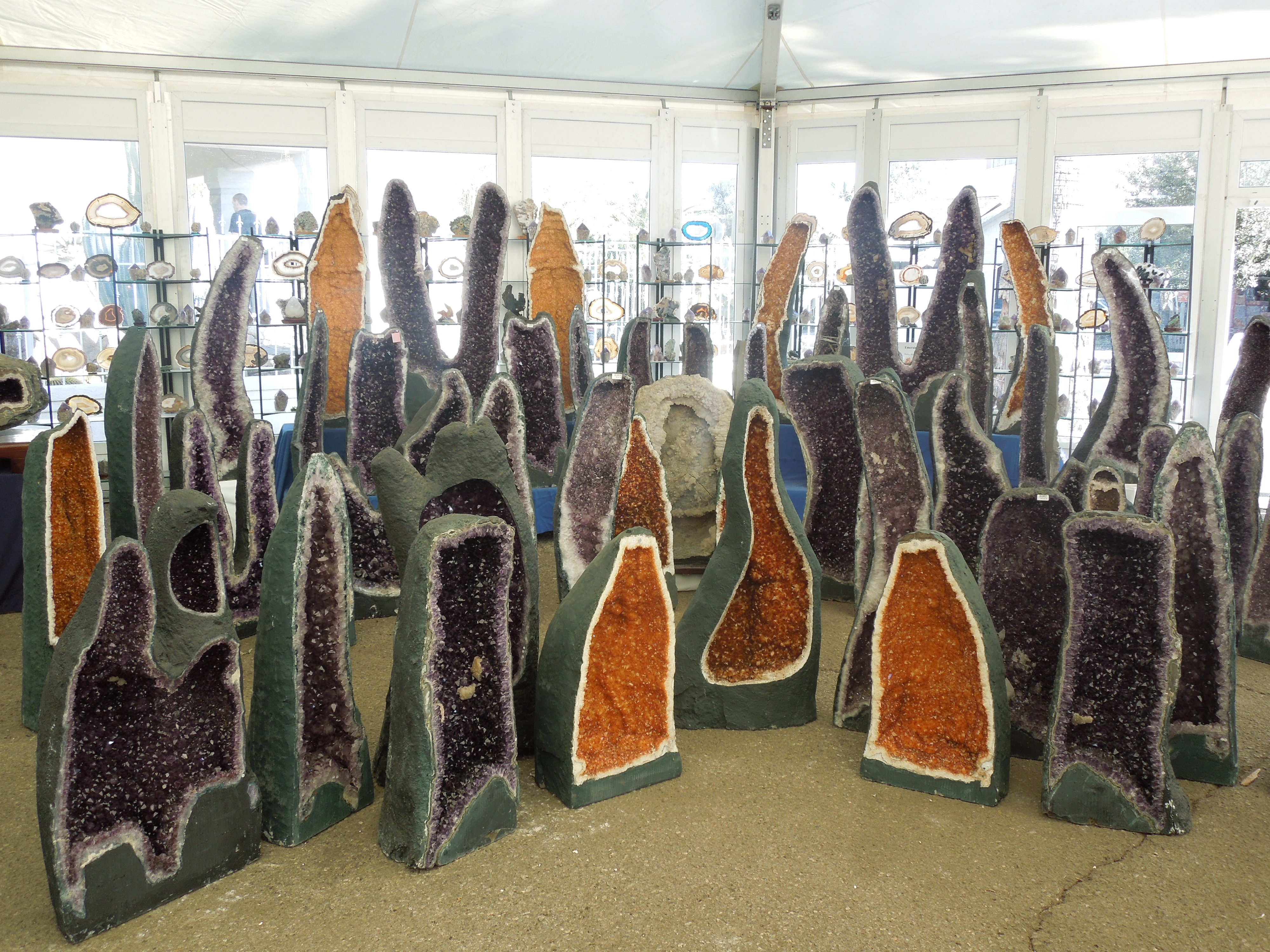
アメシスト（紫水晶）のジオードと、アメシストに440℃以上の熱が加わるとできるシトリン（黄水晶）のジオード

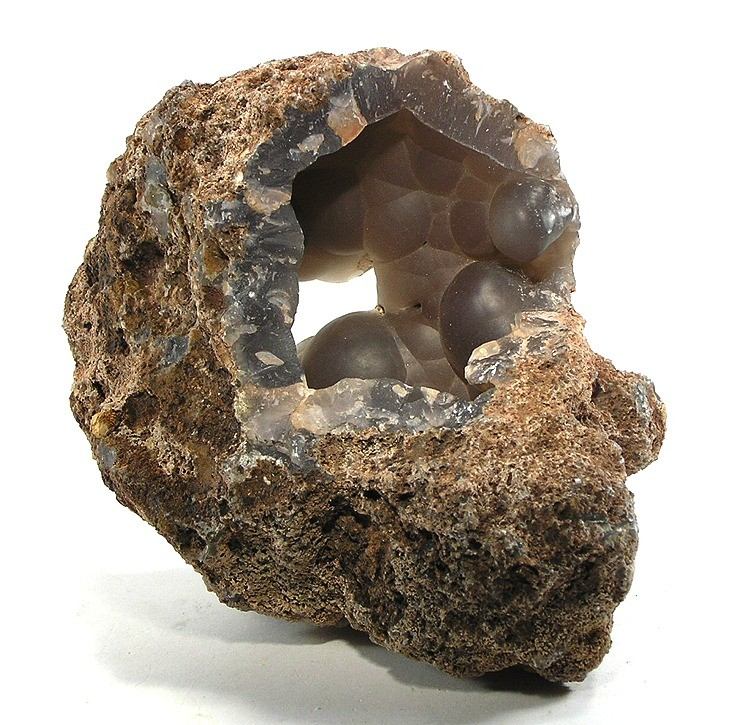
玉髄のジオード

晶洞（しょうどう）とは、堆積岩や、火成岩玄武岩内部に形成された空洞の事で、鉱山などでは俗称で〈がま〉ともいわれる。ギリシア語で「大地に似た」を意味する「γεώδης」に由来する「ジオード（英: Geode）」との呼称が国内外で一般的である。内部には熱水や地下水のミネラル分によって、自形結晶が形成される。

## 成形のされ方
成形のされ方は以下の二種類である。

### 火成岩
溶岩内の気泡や水泡が固まって形成。溶岩の流れでアーモンド状や涙型に形成される。固化した後、熱水循環によって熱水が侵入しミネラル分が結晶化して形成されたものと考えられている。

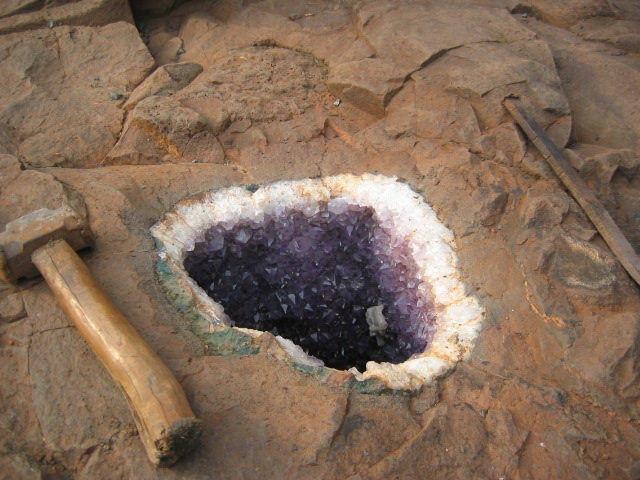
埋まった状態で開けたジオード
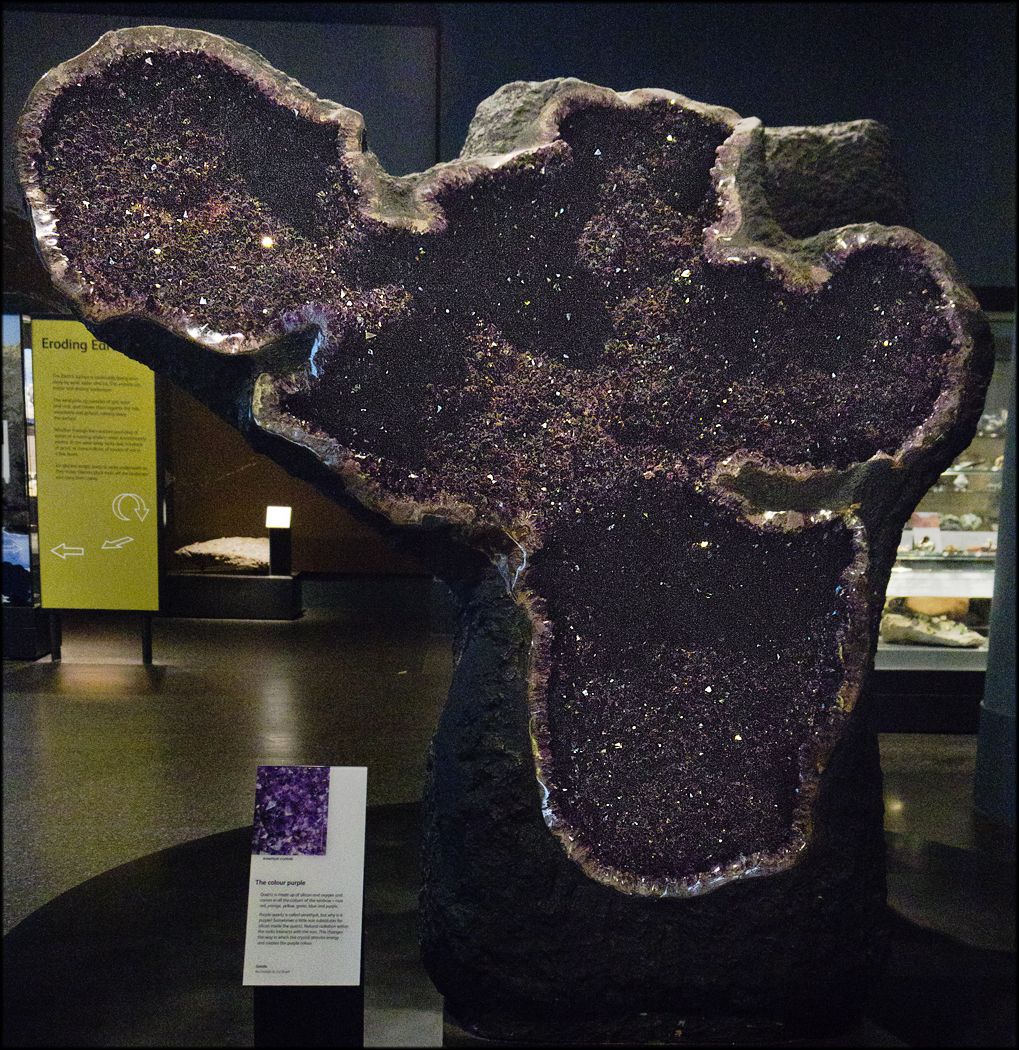
スコットランド国立博物館で展示されているアメジスト・ジオード
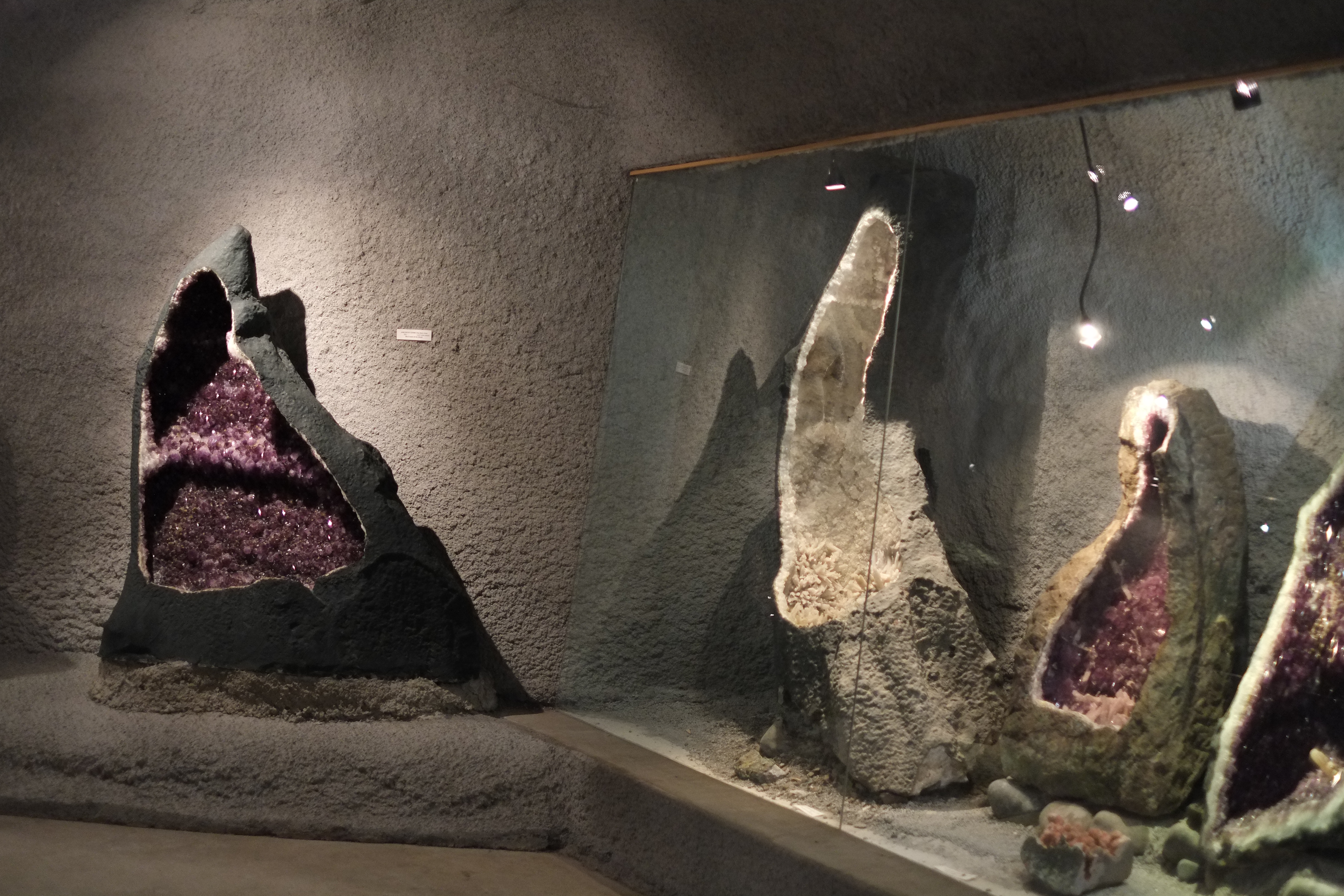
色のない水晶のジオードとアメシストのジオード

### 堆積岩
石灰岩など溶出しやすい核を持った団塊やコンクリーションの中身が溶解し、地下水などの続成作用によって内部で結晶化が行われて形成されたものと考えられている。

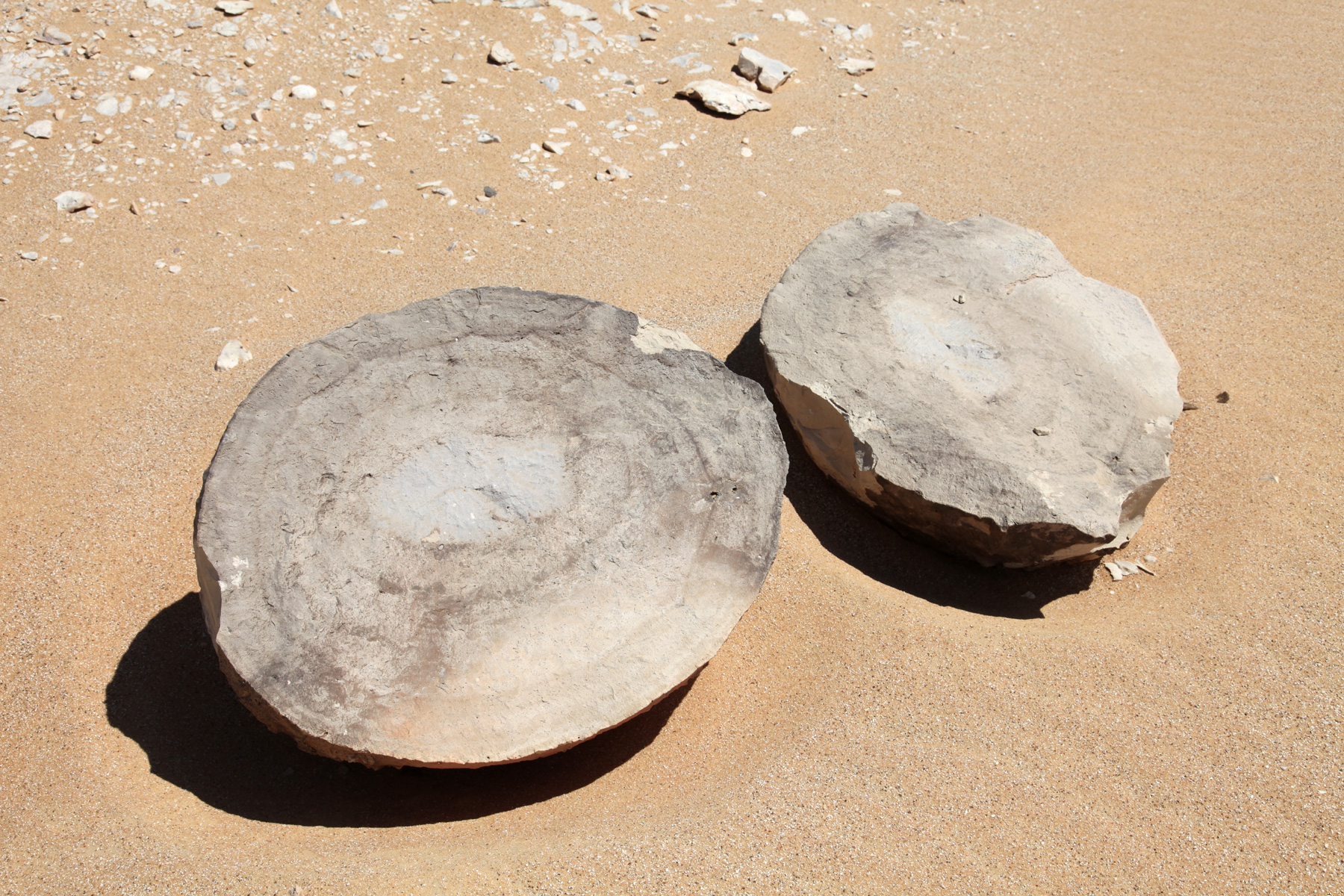
エジプト ワディ・アル・バッティチ（メロン谷）産のコンクリーション
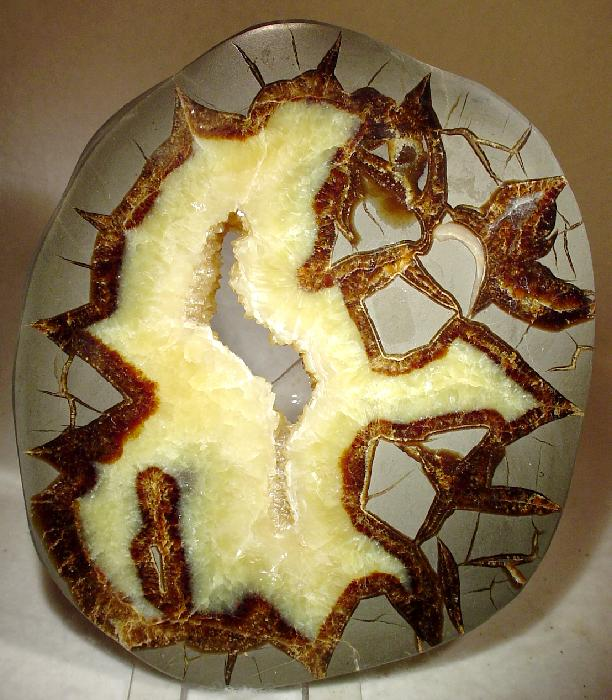
ユタ州マディ・クリーク産の亀甲石

## 関連項目

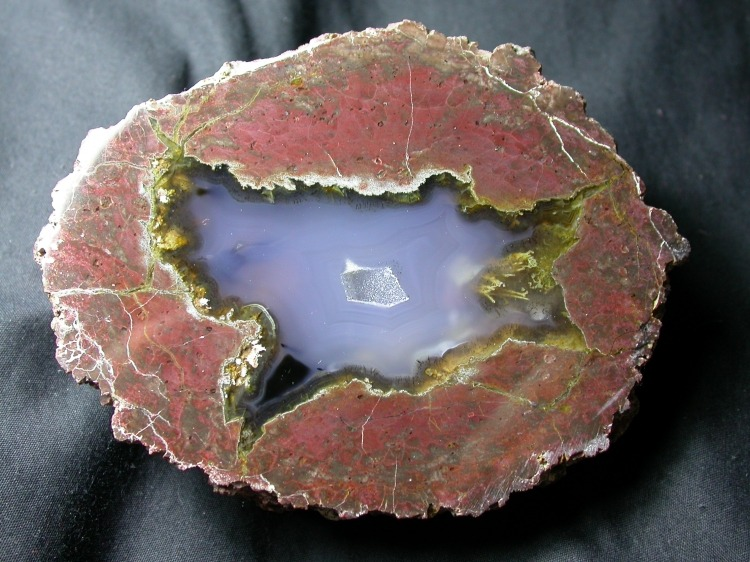
アメリカネバダ州のブラックロック砂漠産のサンダーエッグ